# Steifling
Steifling ist ein Gemeindeteil der Stadt Pottenstein im Landkreis Bayreuth (Oberfranken, Bayern). Steifling liegt in der Gemarkung Hohenmirsberg.

## Geographie und Verkehrsanbindung
Der Weiler Steifling liegt etwa 4 km nördlich der Kernstadt Pottenstein. Verbindungsstraßen führen in die Nachbarorte und nach Osten zur Kreisstraße BT 27 und Staatsstraße 2163.

## Geschichte
1365 wurde der Ort das erste Mal als „Steifflinge“ genannt. Dort lebten Untertanen der Ämter Pottenstein und Waischenfeld. Der Ortsname ist eine Form des mittelhochdeutschen Wortes stoufelin (kleiner Stauf, aufragender Fels). Hochgerichtlich gehörte Steifling seit dem 15. Jahrhundert zur Fraisch Pottenstein. 1829 hatte der Ort 46 Einwohner.
Der Gemeindeteil der ehemaligen Gemeinde Hohenmirsberg im damaligen Landkreis Pegnitz wurde im Zuge der Gebietsreform in Bayern zusammen mit seinem Hauptort im Jahr 1972 nach Pottenstein eingegliedert.

## Sehenswürdigkeiten
- In der Liste der Baudenkmäler in Pottenstein (Oberfranken) sind für Steifling zwei Baudenkmäler aufgeführt:
  - Das Brunnenhaus (im Ort) aus dem letzten Viertel des 18. Jahrhunderts besteht aus einer Brunnenfassung und einem Walmdach mit Dachreiter und Laterne über vier Kalksteinstelen.
  - Ein Wegkreuz (Hoher Stein), bezeichnet „1861“; auf einem Sockel befindet sich ein sich verjüngender Schaft, der ein gusseisernes Kreuz trägt.
- Das Zahnloch (Sandloch), eine etwa 80 Meter lange Ganghöhle, ist ein Bodendenkmal (siehe Liste von Höhlen in der Fränkischen Alb, B 21).
- Die Höhenzüge Sieben Brüder